# 卡尔·阿尔布雷希特
卡尔·阿尔布雷希特（德語：Karl Albrecht，1920年2月20日—2014年7月16日），出生於埃森，為德国企业家，与弟弟西奥·阿尔布雷希特（德語：Theo Albrecht）一同创建连锁折扣超市——奥乐齐超市。